# كأس اليونان 1974–75
كأس اليونان 1974–75 (باليونانية: Κύπελλο Ελλάδος ποδοσφαίρου ανδρών 1974-75)‏ هو الموسم 33 من كأس اليونان. أشرف على تنظيمه الاتحاد الإغريقي لكرة القدم، وكان عدد الأندية المشاركة فيه 78، وفاز فيه نادي أولمبياكوس.